# Махмудов, Рашад Мамедкули оглы
Махмудов, Рашад Мамедкулиоглы (азерб. Mahmudov Rəşad Məmmədqulu oğlu; род. 18 января 1974, Астара) — азербайджанский хирург, доктор медицинских наук, депутат Национального собрания Азербайджана V, VI, VII созывов, заслуженный врач Азербайджана.

## Биография
Родился 18 января 1974 года в Астаринском районе. Окончил Университет Девятого сентября и Эгейский университет (Турция). Заслуженный врач Азербайджана (2014). Доктор медицинских наук. 
С 1997 по 2003 — преподаватель кафедры сердечно-сосудистой хирургии Эгейского университета. 
В 2003 — 2004 годах — сердечно-сосудистый хирург больницы «Sifa». В 2004 — 2005  годах — сердечно-сосудистый хирург больницы «Kent». 
С 2005 по 20017 год являлся главой Центра сердечно-сосудистой хирургии Центральной больницы нефтяников Азербайджана. 
С 2017 по 2018 год — заместитель директора Республиканского диагностического центра Азербайджана. С 2018 года — начальник Научно-практического центра Центрального таможенного госпиталя Азербайджана.
Участвовал в более 20 международных конференциях. 
Автор 3 книг, 80 научных докладов и статей.

## Общественная деятельность
Депутат Национального собрания Азербайджана V, VI созывов.
Член правления партии «Новый Азербайджан».
Заместитель председателя комитета здравоохранения Милли Меджлиса. Член комитета Милли Меджлиса по вопросам семьи, женщин и детей.
Член рабочих групп Милли Меджлиса по парламентским связям с Германией, Великобританией, Италией, Турцией. Руководитель межпарламентской рабочей группы Азербайджан — Эфиопия.
Представитель Азербайджана в Межпарламентском союзе.
Член оперативного штаба АР по борьбе с коронавирусом.
Председатель Правления Ассоциации сердца и здоровья Азербайджана.
В 2024 году на парламентских выборах в Азербайджане, которые состоялись 1 сентября, одержал победу в Астаринском избирательном округе №79. Официально избран депутатом Милли Меджлиса Азербайджана седьмого созыва, первое заседание которого состоялось 23 сентября 2024 года.

## Награды
- Медаль «Прогресс»
- Премия «Золотой чинар» Фонда Гейдара Алиева (2009)